# وونغ ساي هونغ
وونغ ساي هونغ (19 سبتمبر 1978 بماليزيا - ) هو لاعب كرة قدم ماليزي في مركز الوسط. شارك مع منتخب ماليزيا لكرة القدم. أما مع النوادي، فقد لعب مع Perak F.C. ‏ وArmed Forces F.C. ‏ ونيجري سمبيلان ‏ ونادي صباح وSarawak FA State Football Team ‏ وPublic Bank F.C. ‏.

## وصلات خارجية
- وونغ ساي هونغ على موقع قاعدة بيانات كرة القدم.إي يو (الإنجليزية)
- وونغ ساي هونغ على موقع ناشيونال فوتبول تيمز (الإنجليزية)